# Фикру-Теферра Лемесса
Фикру-Теферра Лемесса (англ. Fikru-Teferra Lemessa; 24 января 1986, Аддис-Абеба) — эфиопский футболист, выступавший на позиции нападающего. В 2004—2014 годах играл за сборную Эфиопии.

## Биография

### Клубная карьера
Лемесса начинал профессиональную карьеру на родине в клубе «Адама Сити» из одноимённого города. В 2004 году он перешёл в команду «Сент-Джордж», в которой провёл два следующих сезона. В составе этого клуба эфиопский нападающий дважды становился победителем чемпионата страны (в сезонах 2004/05 и 2005/06), а в 2006 году стал обладателем Суперкубка Эфиопии. В том же году он согласовал контракт с южноафриканским клубом «Орландо Пайретс». Выступая за этот клуб в сезоне 2006/07, Фикру-Теферра Лемесса провёл 19 матчей и забил только 2 гола. Затем в 2007 году футболист перешёл в другую команду из ЮАР — «Суперспорт Юнайтед».
В 2009 году эфиоп подписал двухлетний контракт с чешским клубом «Млада Болеслав». 25 июля Лемесса дебютировал в чемпионате Чехии, выйдя на замену в матче со «Славией» из Праги. Всего же нападающий сыграл девять матчей, ни разу не отметившись голом, после чего руководство чешской команды решило досрочно расторгнуть контракт.
В 2010 году Лемесса вернулся в свой прежний клуб «Суперспорт Юнайтед», отыграл в нём сезон 2010/11, а в 2011 году был отпущен на правах свободного агента.

### Карьера в сборной
В 2005 году Лемесса дебютировал в сборной Эфиопии и в первом же матче оформил хет-трик. 10 октября 2010 года в рамках отборочного турнира Кубка африканских наций 2012 забил решающий гол в ворота сборной Мадагаскара. Всего нападающий провёл за национальную сборную 30 матчей и забил 11 голов.

## Титулы
- Чемпион Индии (Суперлига) (1): 2014